# Ekenäs slott
Ekenäs slott (kasteel Ekenäs) is een kasteel gelegen in de gemeente Linköping in het Zweedse landschap Östergötland. Het is gebouwd in de 16e eeuw op de fundering van een fort uit de 14e eeuw. Tussen 1630 en 1640 kreeg het slot, door rijksraad Peder Banér, zijn huidige uiterlijk in de renaissancestijl. Het slot werd gebouwd op een klip aan de noord oever van het meer Teden. Dit meer is later drooggelegd om meer landbouwgrond te krijgen. Dit is overigens niet gelukt, er is geen landbouwgrond maar een moeras ontstaan.
Het slot is altijd privé-eigendom geweest. Het kasteel is tegenwoordig het hele jaar te bezoeken, hoewel men alleen in de zomer het kasteel binnen kan. Sinds 1993 worden er in mei en juni elk jaar een steekspeltoernooi en een middeleeuws festival gehouden.

## Historie
Al rond 1200 zou er een dorpje gelegen hebben op de klip waar nu het kasteel staat. Dit dorpje werd in de 16e eeuw verplaatst ten gunste van de bouw van een groter stenen bouwwerk, in opdracht van Svante Sture jr. Het werd als verdedigingswerk gebouwd, met een ophaalbrug en muren van twee meter dik. De onderste verdiepingen van het huidige kasteel worden gevormd door dit 16e-eeuwse bouwwerk. Peder Banér (1588-1644) begon rond 1630 met de bouw van het kasteel zoals we dat nu kennen, naar een ontwerp van de Vlaming Hans Fleming, die het ontwerp van meerdere kastelen in de omgeving voor zijn rekening had genomen. Banér overleed echter voor het gebouw voltooid was. Zijn zoon Claes was verantwoordelijk voor de bouw van de twee torens.
De kleinere vierkante bijgebouwen kwamen tot stand toen graaf Mauritz Vellingk eigenaar was, van 1687 tot 1727. In de 19e eeuw werd de ophaalbrug vervangen door de huidige stenen boogbrug. In 1897 kwam het kasteel in het bezit van de familie Klingspor, die er tot 1934 woonde. Zij waren de laatste bewoners. Sinds 1939 is de familie Bergengren eigenaar.
Tijdens de Tweede Wereldoorlog is het slot gebruikt als opslag voor militair materieel, gevolgd door een periode van verval. In 1974 werd het pand aangemerkt als zijnde van cultuurhistorisch belang en is nu een zogenoemd 'byggnadsminne'. Sindsdien is met renovaties zowel de buiten- als binnenkant van het pand behoed voor verdere ondergang.

## Spookslot
Het kasteel heeft een reputatie als spookslot. Het bekendste verhaal is dat van staljongen Nisse, die geholpen zou hebben bij het verdonkeremanen van bezwarende documenten van graaf Mauritz Vellingk. Maar omdat hij nu getuige was van deze euveldaad zou Vellingk opdracht gegeven hebben de jongen in te metselen in een holle ruimte in de kelder van het kasteel. Sindsdien spookt zijn geest daar rond. Ook zijn er verhalen over waarnemingen van 'de witte dame', die voornamelijk opduikt als er iemand zwaar ziek is. Haar verschijning geldt als aankondiging van een ras naderende dood. Bezoekers horen ook soms een bons op een vloer van de bovenverdieping, terwijl daar niemand is. Dit is een manifestatie van de geest van het zieke meisje Hedda Banér, die dood op de vloer viel, en geen rust heeft kunnen vinden.